# Ernesto García
Ernesto García – wenezuelski zapaśnik walczący w obu stylach. Dwukrotny medalista igrzysk boliwaryjskich w 1989 roku.